# Coelalysia nigriceps
Coelalysia nigriceps är en stekelart som först beskrevs av Szepligeti 1911.  Coelalysia nigriceps ingår i släktet Coelalysia och familjen bracksteklar. Inga underarter finns listade i Catalogue of Life.